# Bildmuseet Umeå

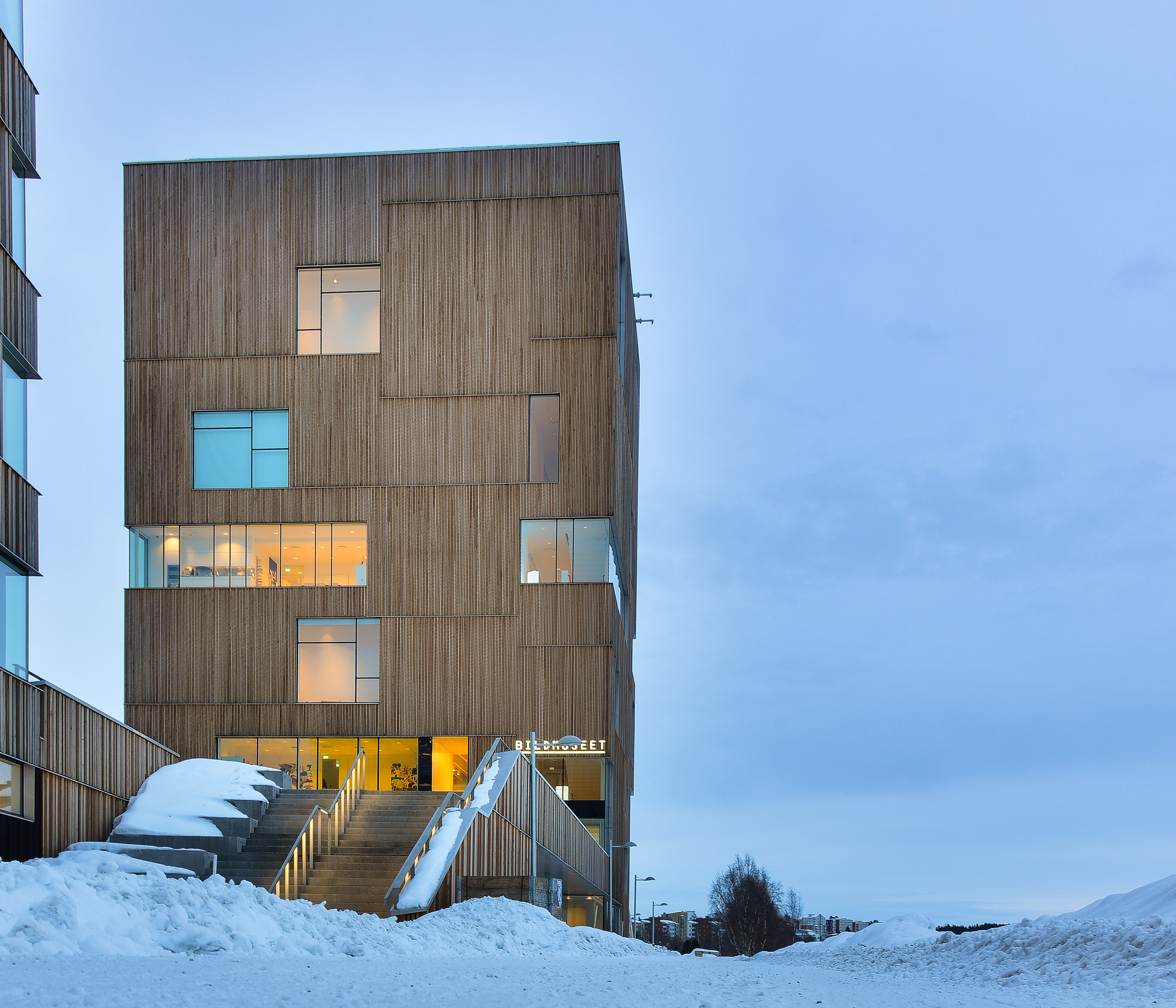
Das Bildmuseet auf dem Kunstcampus Umeå

Das Bildmuseet Umeå ist eine staatliche Kunsteinrichtung auf dem Kunstcampus Umeå der Universität Umeå in der Provinz Västerbottens län in Schweden.

## Geschichte
Das Bildmuseet wurde 1981, zuerst mit dem Namen BildMuseet, von der Universität Umeå eingerichtet. Im Museum werden seit seiner Gründung internationale Gegenwartskunst und visuelle Kultur gezeigt. Weitere Aktivitäten sind Vorträge zu Kunstthemen, Konzerte, Vorlesungen, Performances und Workshops. Museumsdirektorin ist in Nachfolge von Jan-Erik Lundström seit 2011 die Kunsthistorikerin Katarina Pierre.
2012 zog das Museum in einen vom dänischen Architekten Henning Larsen geplanten, siebengeschossigen Neubau im Kunstcampus an der Ume älv. In diesem Areal finden sich auch die Kunsthochschule Umeå, die Designhochschule Umeå und die Hochschule für Architektur Umeå.

## Ausstellungen
- 1994: Lars Tunbjörk
- 1998: Tracey Rose
- 1999: Dayanita Singh
- 1999: Okwui Enwezor, Kurator der Gruppenausstellung Mirror's Edge
- 2001: Adrian Paci: Albanian Stories
- 2001: David Goldblatt
- 2008: Joachim Schmid
- 2009: Florian Zeyfang: Slow Narration, Moving Still
- 2012: Dayanita Singh. The Adventure of a Photographer
- 2013: Agnès Varda
- 2013: Felice Varini
- 2014: Leonor Fini: Pourquoi pas?
- 2014: Geir Tore Holm: Fughetto.
- 2014: Joar Nango
- 2014: Anders Sunna: Areas Infected.
- 2015/2016: Julio Le Parc / Lumière.